# نجوى شكري يمني
نجوى شكري يمني أحمد أكاديمية مصرية، تعمل أستاذًا مُساعدًا بقسم المكتبات وتقنية المعلومات بكلية الآداب في جامعة عين شمس. حازت جائزة الدولة التشجيعية عام 2021 في العلوم الاجتماعية، فرع التربية.

## التعليم
تخرجت نجوى شكري عام 2003 في قسم المكتبات والمعلومات بكلية الآداب، جامعة عين شمس. نالت درجة الماجستير من الجامعة ذاتها عام 2009 ودرجة الدكتوراه عام 2014.

## الجوائز
- جائزة الدولة التشجيعية عام 2021 عن فرع التربية ببحث عنوانه الأخطاء الشائعة في الخطط البحثية بمرحلة الدراسات العليا في تخصص المكتبات والمعلومات بالجامعات المصرية.[3]